# نبيذ وردي

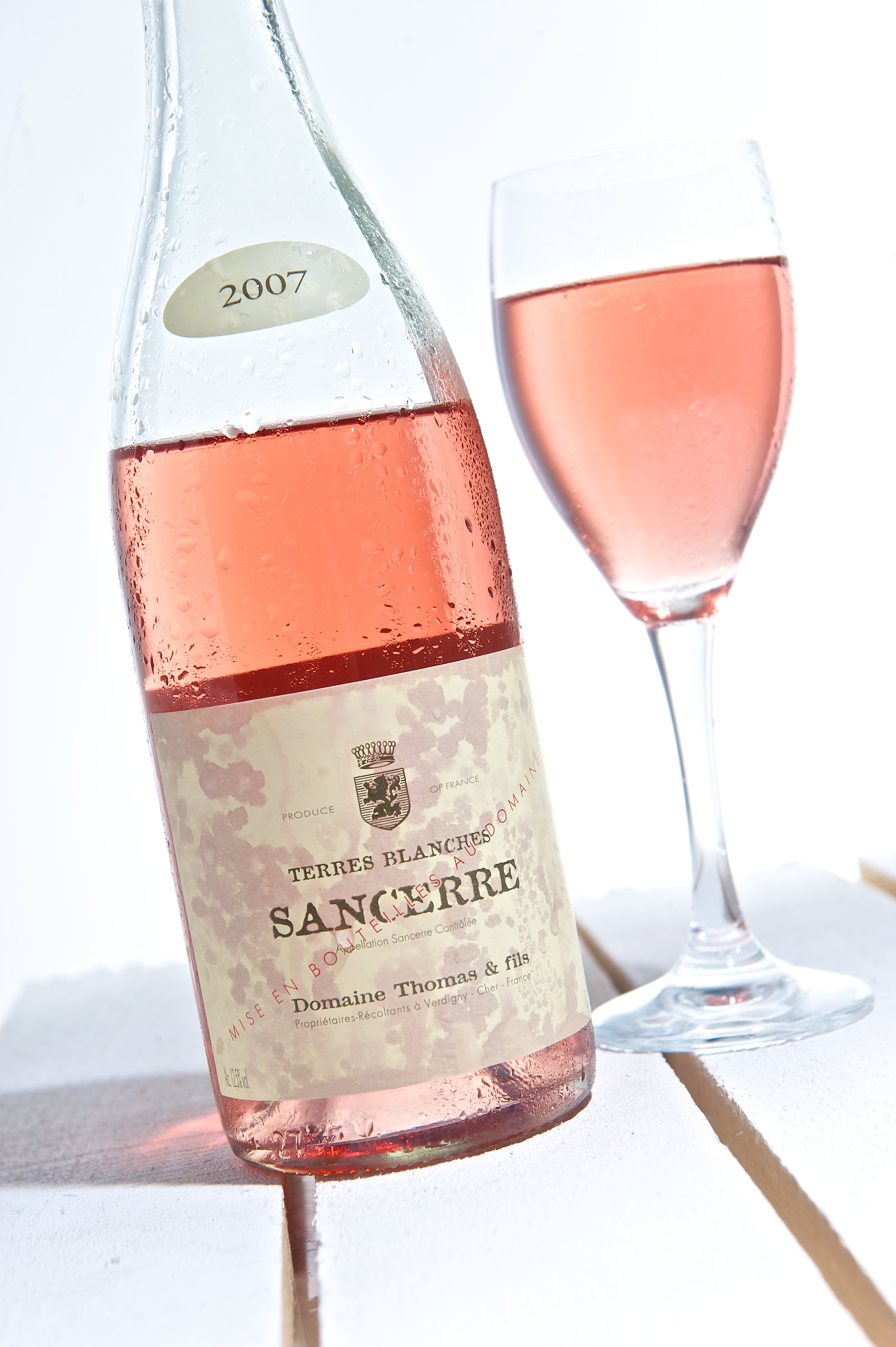

النبيذ الوردي أو الروزيه (Rosé) (من الفرنسية : "rosé"، وردي) هو نوع من النبيذ لديه بعض من نمطيه النبيذ الأحمر، ولكن فقط بما يكفي لتحويلها لون الوردي. الوردي لون يمكن ان تتراوح من البرتقالي إلى قرب اللون الأرجواني، وهذا يتوقف على العنب والنبيذ.
النبيذ هو ال (wine)
ويستخدم النبيذ الوردي وكما يطلق علية (نبيذ أبيض) بجانب المأكولات كفاتح للشهية ويوضع بجوار اللحوم البيضاء عكس النبيذ الأحمر